# Ван дер Хейден, Деннис
Деннис ван дер Хейден (нидерл. Dennis van der Heijden; 6 октября 1996 года, Схидам, Нидерланды) — нидерландский футболист, играющий на позиции нападающего, игрок клуба «Капелле».

## Клубная карьера
Деннис является воспитанником клуба «Фейеноорд», в котором он тренировался с семи до пятнадцати лет. После непродолжительного пребывания в «Дордрехте», игрок перешёл в академию АДО Ден Хаага, откуда выпустился в 2016 году.
Со второй половины сезона 2015/2016 — игрок основной команды АДО Ден Хааг. 14 февраля 2016 года дебютировал в Эредивизи в поединке против «Эксельсиора», выйдя на поле на 77-й минуте вместо Вито Вормгора и сумев отличиться дважды, на 78-й и 86-й минутах, что принесло его команде победу. Стал первым игроком, после Дмитрия Булыкина, кому удавалось забить за АДО Ден Хааг в дебютном поединке. Всего в своём первом сезоне провёл девять встреч и забил те самые два мяча.
24 марта заключил с клубом долгосрочный контракт на три с половиной года, до лета 2019 года. В сезоне 2016/17 выступал на правах аренды за «Волендам».